# 7,65 × 25mm Borchardt

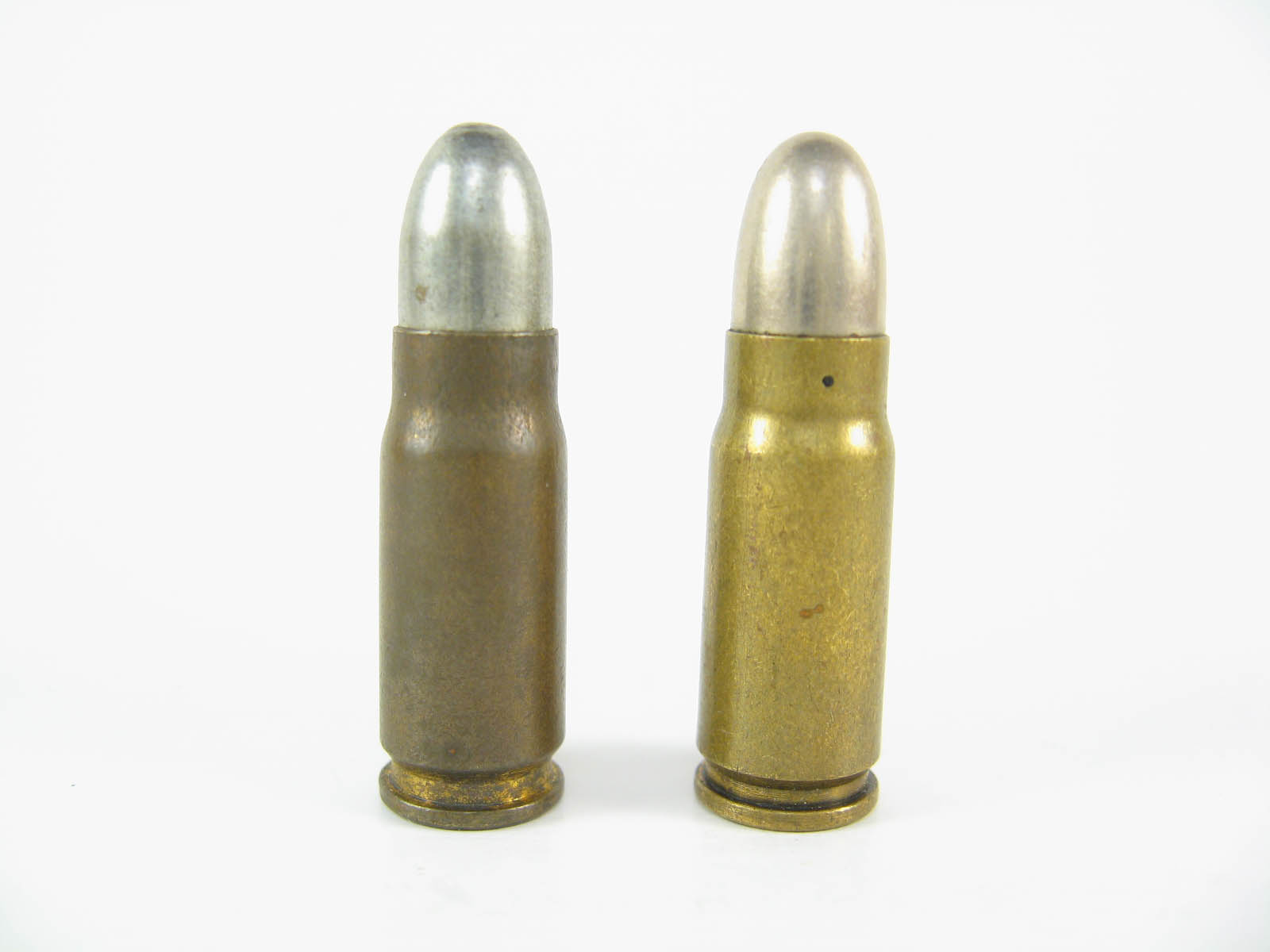
Um 7,65mm Borchardt (esquerda) e um 7,63×25mm Mauser (direita).

O cartucho 7,65×25mm Borchardt foi projetado por Hugo Borchardt para uso em sua pistola Borchardt C-93. Foi o primeiro cartucho de pistola sem aro bem-sucedido.
Com um estojo sem aro, com "pescoço" de redução e usando pólvora sem fumaça, o Borchardt de 7,65×25mm adaptou recursos do cartucho de 7,92×57mm Mauser usado no fuzil padrão Gewehr 1888, essencialmente diminuindo sua escala para uso em uma pistola. Georg Luger também afirmou ter influenciado o design do cartucho de pistola Borchardt.
Os irmãos Feederle (Fidel, Friedrich e Josef) usaram o cartucho Borchardt em seu projeto para a pistola Mauser C96. O cartucho Borchardt, portanto, foi a base para o cartucho 7,63×25mm Mauser, que usava as mesmas dimensões, mas acabou sendo carregado com uma carga de pó mais forte. Por extensão, o cartucho Borchardt também foi a base para o cartucho 7,62×25mm Tokarev, que foi desenvolvido diretamente da munição Mauser usando uma carga de pó ainda mais forte do que o cartucho Mauser.
O 7,65×25mm Borchardt também foi a base dos cartuchos 7,65×21mm Parabellum e 9x19mm Parabellum desenvolvidos para a pistola Luger. O comprimento mais curto do estojo do 7,65×21mm Parabellum permitiu melhorias na pistola Luger, incluindo um golpe mais curto no mecanismo de alternância, bem como uma empunhadura menor. O mesmo comprimento mais curto do cartucho foi mantido quando o design fez a transição para o 9x19mm Parabellum.
O 7,65×25mm Borchardt foi fabricado pela DWM na Alemanha, pela Eley Brothers e Kynoch na Grã-Bretanha e pela Remington Arms - Union Metallic Cartridge Co. e Winchester nos Estados Unidos. Em muitos casos, a munição era embalada em caixas que diziam "Para pistolas automáticas Borchardt e Mauser".